# تلمبه حاجی بابا اژدری
تلمبه حاجی بابا اژدری یک منطقهٔ مسکونی در ایران است که در دهستان گل‌برنجی واقع شده‌است.